# Maastricht-West
Maastricht-West, ook wel Buitenwijk West of Wijk 02 (CBS-code:093502), is volgens de indeling van het Centraal Bureau voor de Statistiek een van de zeven wijken van de Nederlandse stad en gemeente Maastricht. Maastricht-West heeft een oppervlakte van circa 885 hectare en telt ruim 37.500 inwoners, verdeeld over tien buurten. Het is daarmee de grootste wijk in Maastricht qua inwonertal. De wijk is vooral bekend als woongebied, heeft daarnaast enkele grootschalige voorzieningen, en telt diverse natuur- en recreatiegebieden.

## Ligging en indeling
Maastricht-West omvat het westelijk deel van de gemeente Maastricht. De wijk ligt op de westelijke oever van de rivier de Maas op een licht geaccidenteerd terrein dat naar het westen toe iets oploopt. De wijk heeft bij benadering een waaiervorm; alleen het gebied van de Linie van Du Moulin past niet binnen die vorm. De oostelijke begrenzing van de wijk is zeer smal en wordt gevormd door de Hertogsingel en een klein stukje Statensingel. De zuidgrens valt min of meer samen met de Tongerseweg (N278). De westgrens is tevens de gemeentegrens en de rijksgrens met België. Deze heeft een grillig verloop, maar loopt op enige afstand parallel met het Albertkanaal. De noordgrens volgt voor een deel de Cabergerweg, de Carl Smulderssingel, de Brusselseweg en de Lanakerweg, maar wijkt daar in het zuidelijk deel van af, door de oostelijke bebouwing van Brusselsepoort en De Ravelijn te volgen, en bij de Fort Willemweg om het fort heen te buigen.
Van de zeven wijken van Maastricht (met in totaal 44 buurten) grenzen er drie (negen buurten) aan Maastricht-West. Van noord naar zuid zijn dat kloksgewijs: Maastricht-Noordwest (buurten: Lanakerveld, Belvédère, Bosscherveld en Frontenkwartier), Maastricht-Centrum (Statenkwartier en Kommelkwartier) en Maastricht-Zuidwest (Biesland, Campagne en Wolder). Verder grenst de wijk aan de Belgische gemeenten Riemst en Lanaken.
De wijk telt officieel tien buurten, die allemaal het wijknummer 093502 dragen, gevolgd door een tweecijferige code: Brusselsepoort (00), Mariaberg (01), Belfort (02), Pottenberg (03), Malpertuis (04), Caberg (05), Oud-Caberg (06), Malberg (07), Dousberg-Hazendans (08) en Daalhof (09). Qua oppervlakte is Malpertuis de kleinste buurt (39 ha). Oud-Caberg is met 166 ha de grootste, maar heeft tevens de minste inwoners (ca. 1900). De meeste inwoners heeft Daalhof (ca. 6700), gevolgd door Malberg (ca. 5300) en Mariaberg (bijna 5000).

## Geschiedenis
Maastricht-West bestond tot begin twintigste eeuw voornamelijk uit landbouwgronden. De geschiedenis van menselijke bewoning in dit gebied is die van de afzonderlijke buurtschappen en boerderijen die hier vanouds lagen. Het gebied heeft in de loop der eeuwen zwaar te lijden gehad van de vele belegeringen van de vestingstad Maastricht.

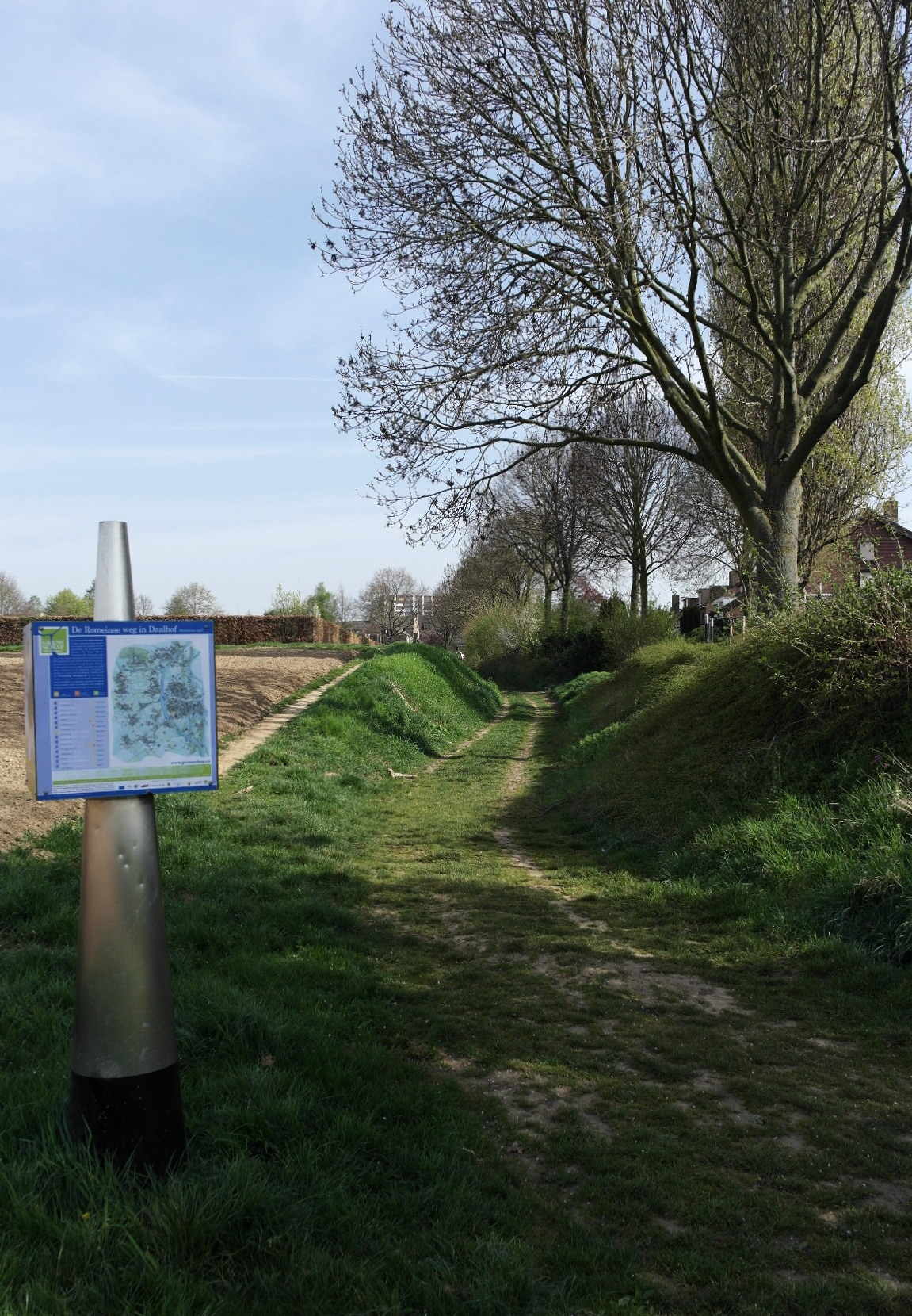
Romeinsebaan, Daalhof

In de omgeving van Caberg werden in 1884 resten van paalwoningen aangetroffen, restanten van de bandkeramische cultuur (ca. 5500-4400 v.Chr.). In de jaren 1920 werden opnieuw sporen uit de nieuwe steentijd ontdekt, waaronder een omgrachte vesting. Nog oudere tekenen van menselijke (neanderthaler) aanwezigheid werden van 1980-90 in de nabije Belvédère-groeve opgegraven en van 1998-2003 vlak over de grens in Veldwezelt-Hezerwater. Bij de bouw van de wijken Belfort en Daalhof in de jaren 1960 en 70 werden delen van een Romeinse heerweg opgegraven, die vermoedelijk in het tweede decennium voor Christus werd aangelegd en recent Via Belgica is gedoopt. Deze belangrijke weg tussen Boulogne-sur-Mer en Keulen (via Tongeren, Maastricht en Heerlen) bleef ook na de Romeinse tijd nog vele eeuwen dienst doen. De weg kwam het huidige Nederland binnen tussen de grenspalen 81 en 82, ongeveer 300 meter ten noorden van de Tongerseweg. In Daalhof liep hij iets ten zuiden van de huidige Romeinsebaan, waar nu het westelijk deel van de Numitorhof ligt. De Brouwersweg in Mariaberg maakte eveneens deel uit van dit tracé. Later verschoof de weg iets naar het noorden. Dit noordelijke tracé is uitgebreid onderzocht en gedocumenteerd door Jules Bogaers en Tom Bloemers. De aanwezigheid van de Romeinse weg in Daalhof was in 1969 reden om de straten in het gebied namen te geven die verwijzen naar de Romeinse cultuur. De oude veldweg die door het gebied liep, werd in een groenstrook opgenomen en is op diverse plaatsen als Romeins relict gemarkeerd. In 1985 werd nabij de Aureliushof een deel van de weg "op Romeinse wijze" bestraat. Aan weerszijden van dit wegfragment plaatste de Belgische kunstenaar Raf Verjans een kunstwerk, een geschenk van de stad Tongeren ter gelegenheid van haar 2000-jarig bestaan.

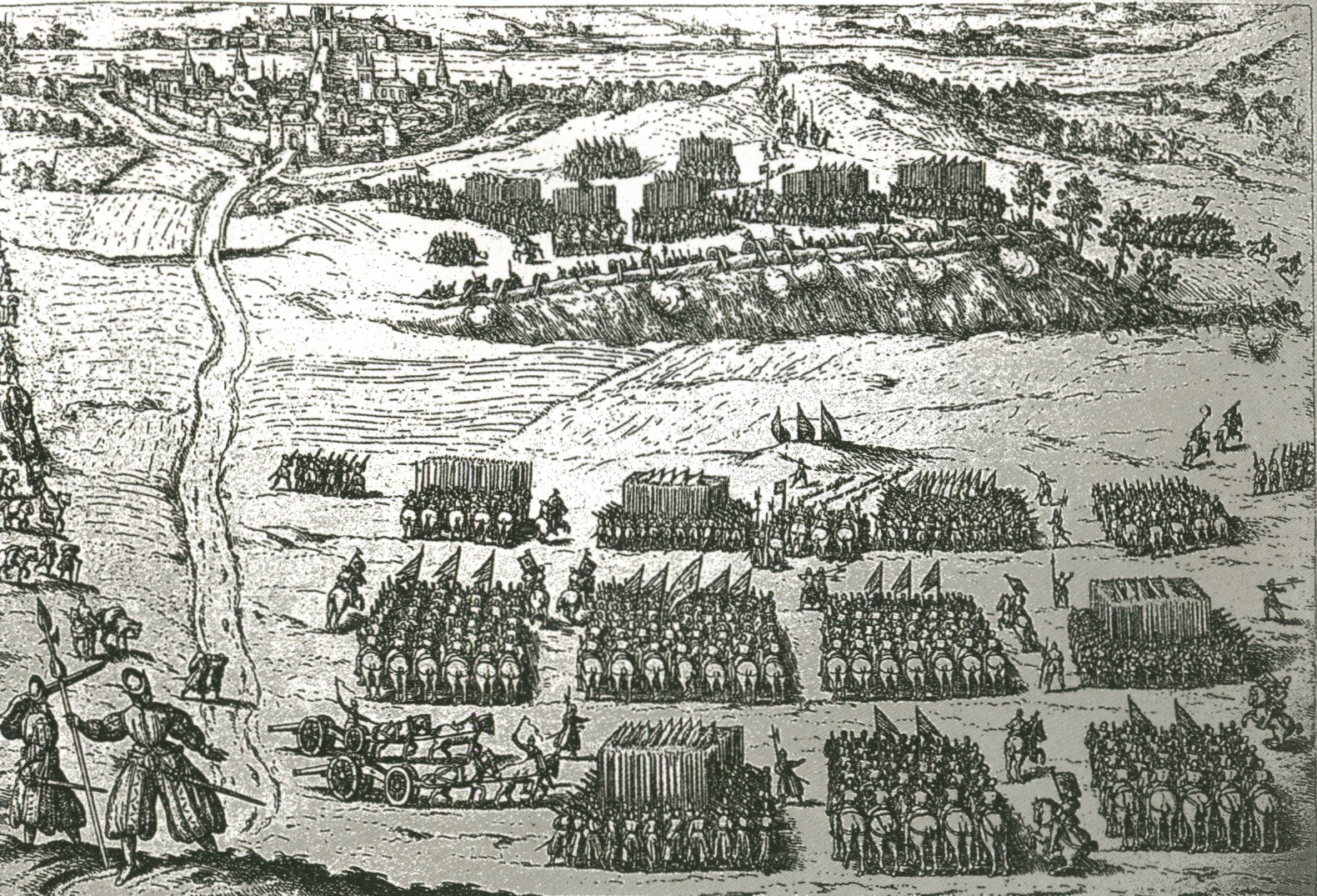
Slag op het Lanakerveld, 1568

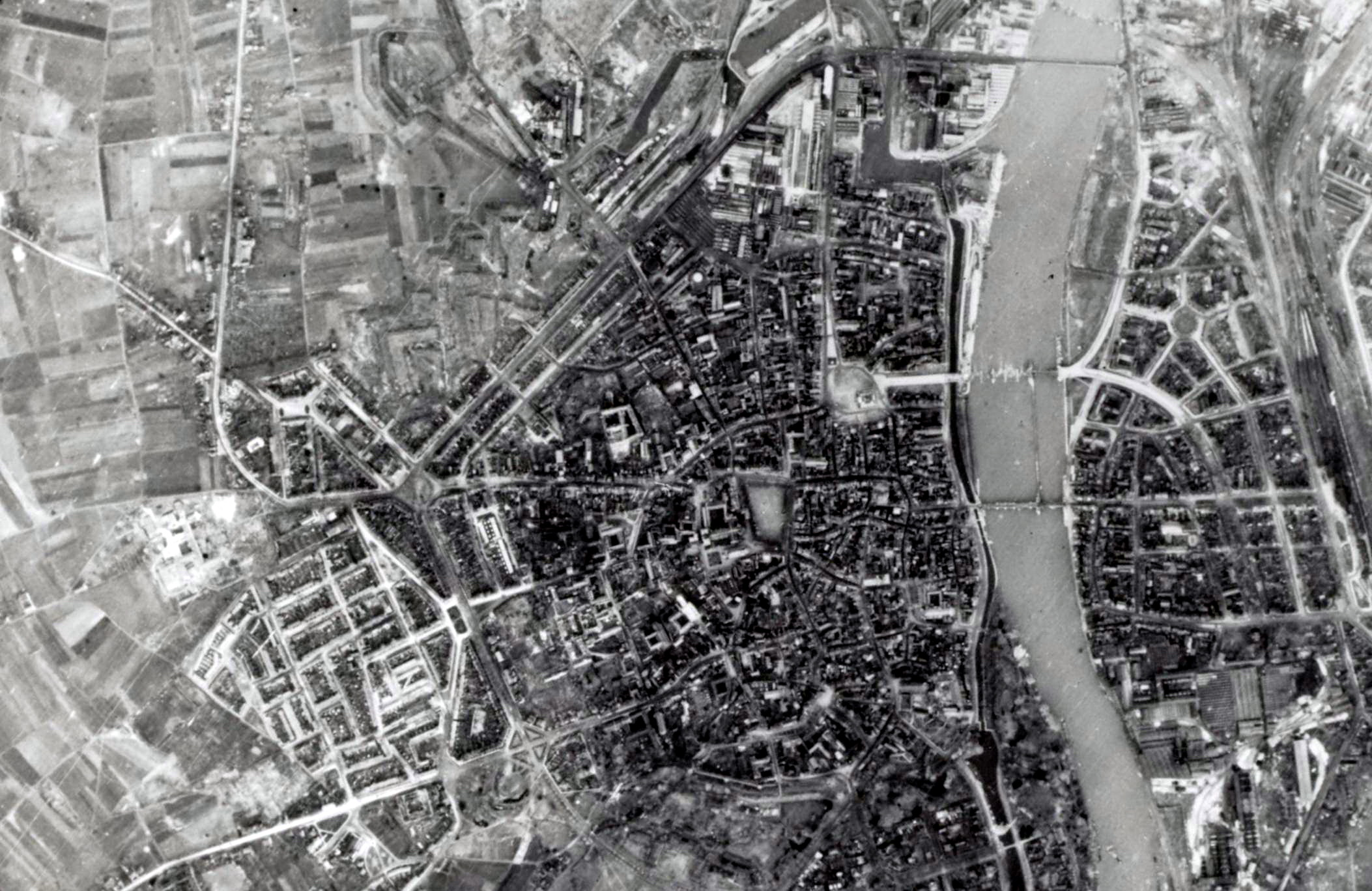
Maastricht in 1944. Maastricht-West bestaat uit Blauwdorp, Brusselsepoort-zuid en het ziekenhuis in aanbouw

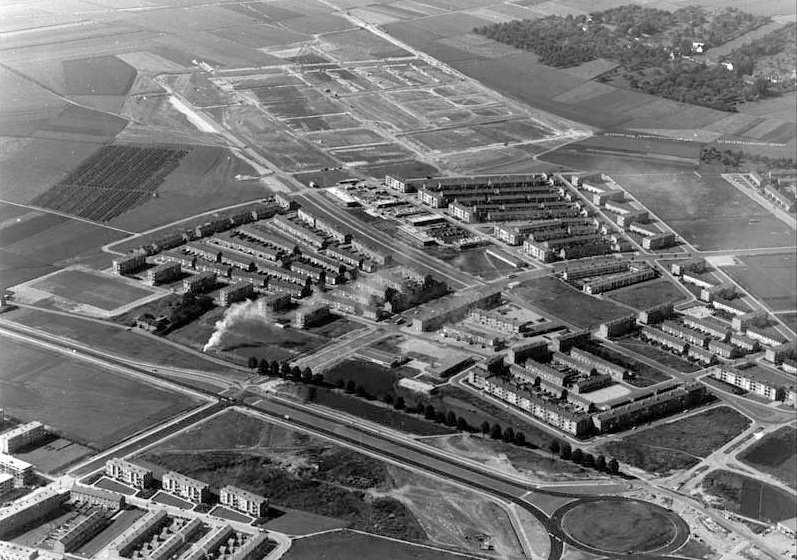
Maastricht-West in 1964. Linksonder: Pottenberg. Midden: Malpertuis. Boven: Malberg in aanleg

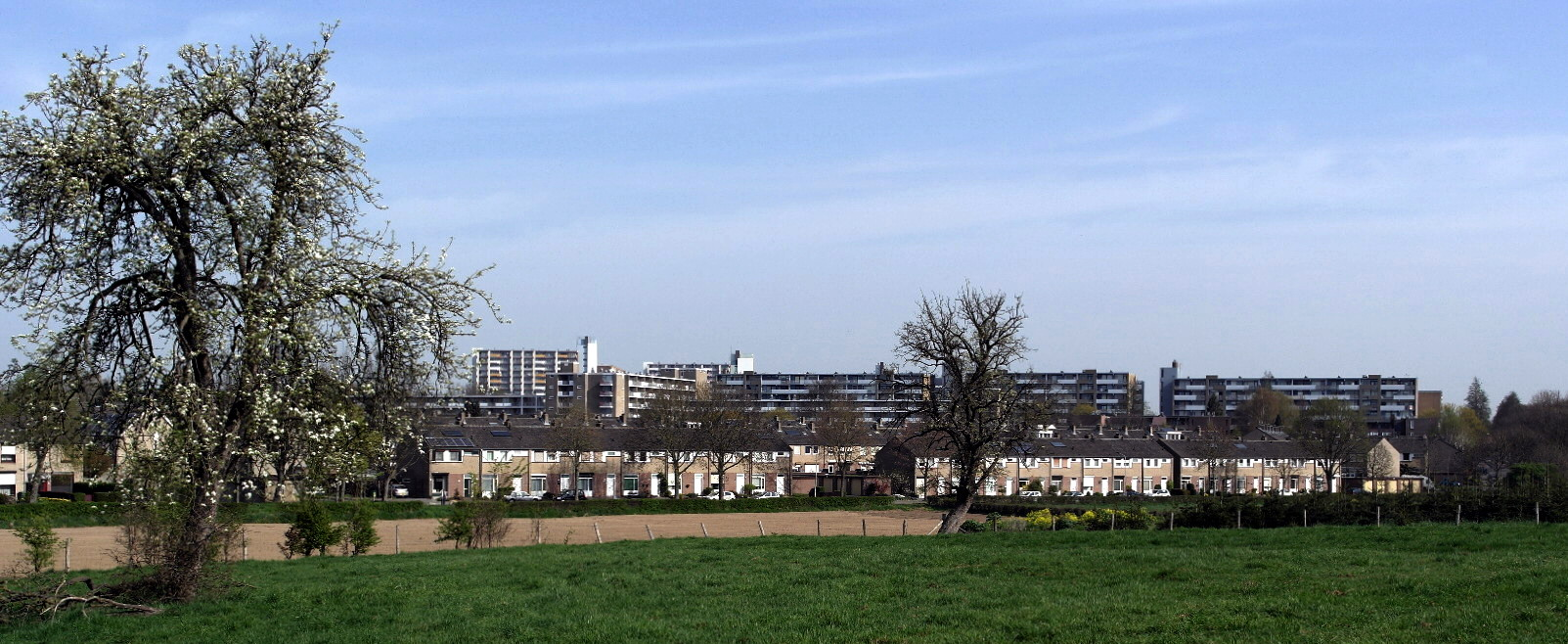
Zicht op Daalhof met typerende mix van hoogbouw en eengezinswoningen in het groen

Oud-Caberg (vroeger gewoon Caberg geheten; ook wel Caudenberg) is een oude nederzetting, waarvan de geschiedenis vele eeuwen teruggaat. Het dorp kreeg pas aan het eind van de negentiende eeuw een kerk, de Heilig Hart van Jezuskerk. Tot die tijd was het kerkelijk afhankelijk van de Sint-Matthiasparochie. Bestuurlijk was het onderdeel van de Vroenhof, een heerlijkheid die was voortgekomen uit koninklijk goed en bestuurd werd vanuit de Hof van Lenculen aan de Tongersestraat. Tijdens het ancien régime was Caberg in bezit van de heerlijkheid Pietersheim. In 1680 telde het gehucht slechts vier huizen met twintig bewoners, mogelijk een gevolg van het desastreuze beleg van 1673 en dat van 1676. In 1841 woonden er 155 personen in 22 huizen; vóór de uitbreiding in de jaren 1970 telde het dorp circa 1300 inwoners.
Een klein deel van Maastricht-West lag binnen het schootsveld van de vesting Maastricht. Rondom de tweede middeleeuwse stadsmuur uit de veertiende eeuw had zich vanaf de zestiende eeuw een ring van buitenwerken gevormd, waar geen permanente bouwwerken mochten worden opgericht. In de zeventiende en achttiende eeuw werd er vrijwel onafgebroken aan de vestingwerken gebouwd, zowel boven- als ondergronds. Waar zich nu de buurten Brusselsepoort en Mariaberg (Blauwdorp) bevinden, lagen tot 1867 de Hoge Fronten. Na de opheffing van de vesting werden de vestingwerken in dit deel van de stad in snel tempo ontmanteld. Om kosten te besparen gebeurde dit vrij oppervlakkig, waardoor onder de huidige bebouwing delen van bastions en lunetten bewaard zijn gebleven en het complete ondergrondse gangenstelsel (de "kazematten") intact bleef. Rondom de ontmantelde stad werden singels aangelegd, waarvan het westelijk deel de naam Hertogsingel kreeg. Toch duurde het nog tot begin twintigste eeuw voordat hier de bouw begon van arbeiderswoningen (Blauw Dorp, 1907-30) en middenstandswoningen (Brusselsepoort, na 1905).
Het grootste deel van de huidige wijk Maastricht-West was tot 1920 geen onderdeel van de toen nog zeer krap bemeten gemeente Maastricht. Door de annexatie van 1920 nam de stad fors in oppervlakte toe, van 448 tot 3301 ha, feitelijk het hele gebied ten westen van de Maas binnen de landsgrenzen. De annexatie betekende het einde van de zelfstandige gemeente Oud-Vroenhoven (gemeentehuis te Wolder). (Oud-)Caberg behield ook na 1920 zijn agrarische karakter. Dat veranderde in de jaren 1950 en 60 door oprukkende nieuwbouwwijken (Caberg, Malpertuis, Pottenberg en Malberg), in de jaren 70 gevolgd door woningbouw nabij de eigen dorpskern. De bouw van deze vrij eentonige nieuwbouwwijken was een direct gevolg van de heersende woningnood en de opvatting dat de overheid verantwoordelijk was voor volkshuisvesting. In Maastricht-West was daarnaast de "parochiegedachte" leidend, waarbij men een woonwijk zag als een sociologische variant op een kerkelijke parochie: een niet al te grote wijk, de kerk in het midden, daaromheen winkels en andere voorzieningen, en daaromheen de woonbuurten en het wijkgroen. De bouw van het grootschalige winkelcentrum Brusselse Poort in 1971, naast het Ziekenhuis Sint-Annadal, paste eigenlijk niet bij die gedachte.
Bij de bouw van de woonwijk Daalhof in de jaren 1970 werd de parochiegedachte losgelaten. Deze wijk met grootschalige galerijflats en eengezinswoningen aan woonerven sluit meer aan bij de stadsuitbreidingen van grote steden in de Randstad uit die tijd. Ook in Daalhof werden voornamelijk huurhuizen gebouwd, hoewel minder dan in de oudere buurten. De woonwijk Hazendans, die vanaf de jaren 90 tot stand kwam, betekende een definitieve breuk met de oude opvattingen en gaf meer ruimte aan marktwerking en individualisme. Naast de woonwijk ligt een 91 m hoge heuvel, de Dousberg, waar vanaf 2000 een golfbaan en een vakantiedorp zijn aangelegd. In die tijd is men ook begonnen met de grootschalige verbetering van het leefklimaat in de naoorlogse woonwijken. Veel verouderde en te kleine huurwoningen werden gesloopt en vervangen door moderne (koop)woningen, waardoor er meer differentiatie in de bevolkingssamenstelling kwam. Leegstaande kerkgebouwen en winkelcentra werden afgebroken of kregen een nieuwe bestemming. In Malberg leidde het project 'Manjefiek Malberg' tot grootscheepse stadsvernieuwing. Pottenberg en Malpertuis werden door middel van een nieuw buurtpark aan elkaar gesmeed. Met het Van de Vennepark is getracht hetzelfde te doen voor de buurten ten noorden en ten zuiden van de drukke Via Regia.

## Architectuur en stedenbouw
Maastricht-West is een vrij monotone wijk die, op een tweetal oudere woonbuurten uit het begin van de 20e eeuw na, gekenmerkt wordt door typisch naoorlogse wederopbouwarchitectuur. Hier en daar is geëxperimenteerd met middelhoge hoogbouw (Brusselsepoort, Daalhof), maar verder domineren vrijwel overal laagbouwflats, portiekwoningen en eengezinswoningen in een groene omgeving. De buurt Pottenberg, gebouwd in de jaren 60, is door de Rijksdienst voor het Cultureel Erfgoed aangewezen als "behoudenswaardige wederopbouwwijk". Desondanks is een deel van de buurt gesloopt. Ook elders is door recente renovaties het oorspronkelijke karakter aangetast.

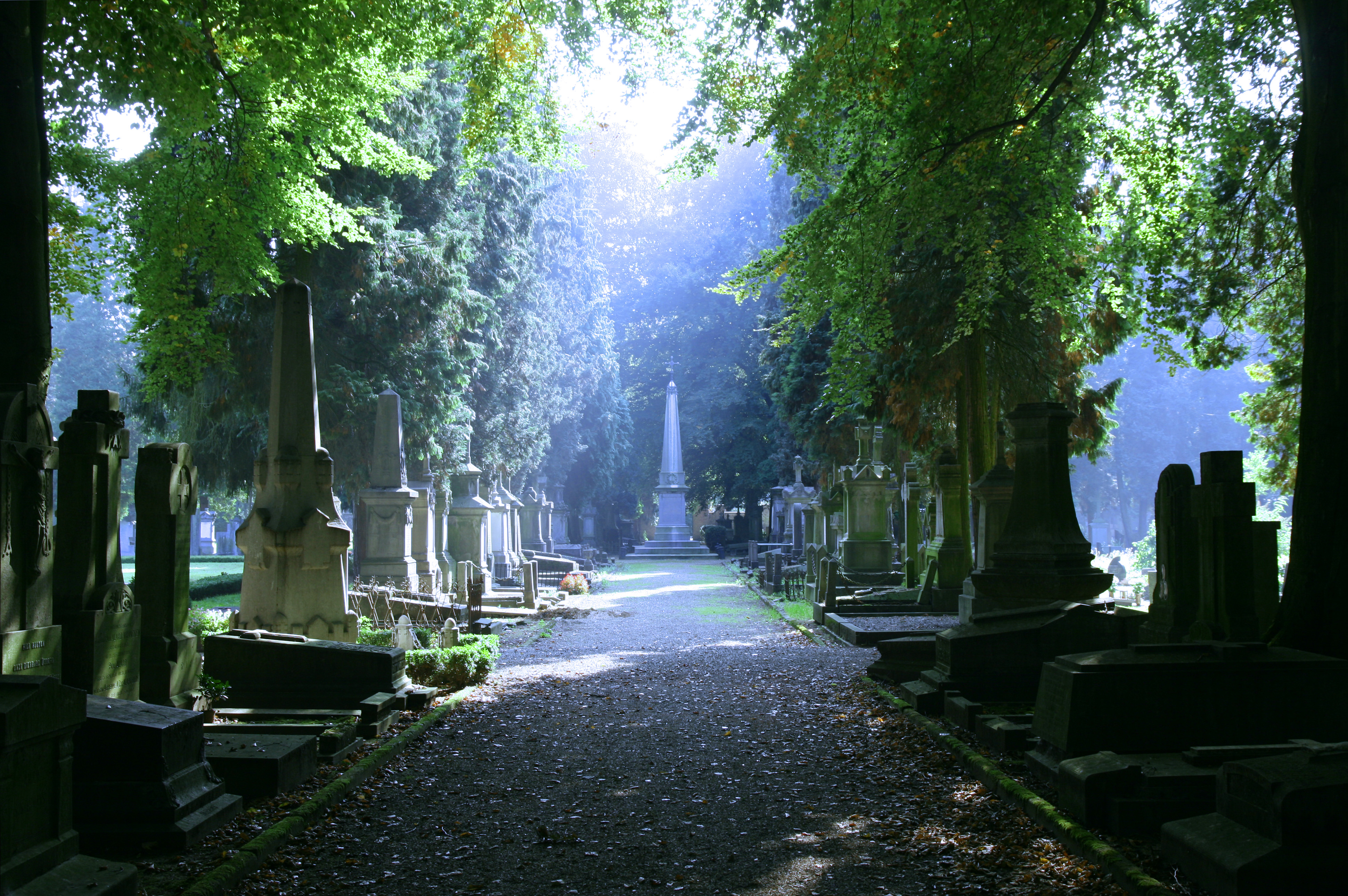
Algemene Begraafplaats Tongerseweg

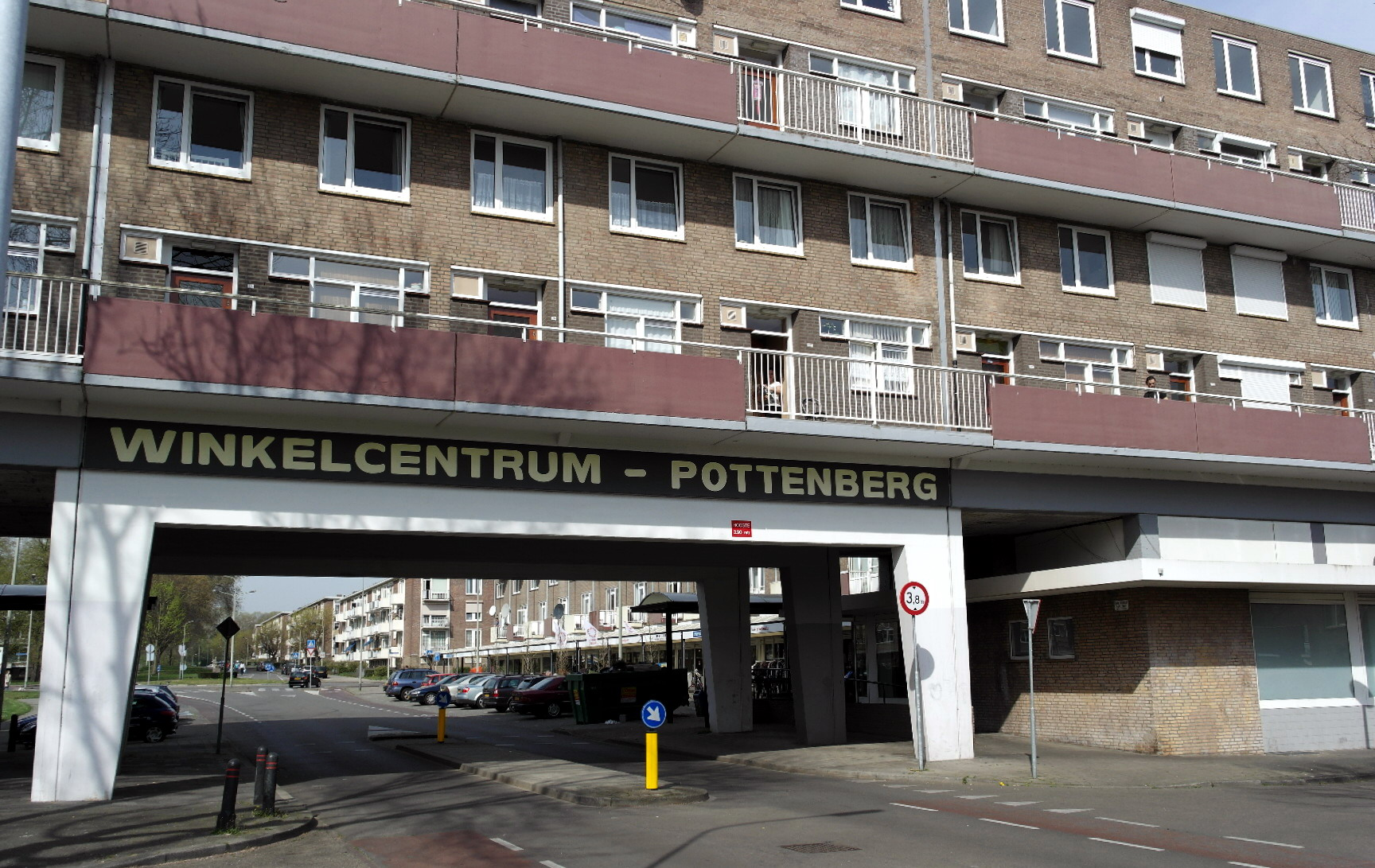
Als behoudenswaardig aangemerkte wederopbouwflats in Pottenberg – toch op de nominatie voor sloop (foto: 2014)

In de buurt bevinden zich één groot en enkele kleinere groengebieden. Het grote groengebied op de Dousberg is door recente ontwikkelingen deels geprivatiseerd en beperkt toegankelijk. Het aansluitende Van de Vennepark is wel vrij toegankelijk. Tussen Belfort en Daalhof bevindt zich de Algemene Begraafplaats Tongerseweg, waarvan de oudste delen uit het begin van de 19e eeuw stammen. Aan de rand van Caberg ligt een klein groengebied rondom het Fort Willem I met onder andere een speeltuin.
De wijk telt 28 rijksmonumenten (36 objecten) en 165 gemeentelijke monumenten (617 objecten). De meeste monumentale carréboerderijen liggen in Oud-Caberg, met name aan de oude dorpsweg, de Van Akenweg. Voorbeelden zijn het Pietersheimleen (Van Akenweg 83), de Tisiushoeve (nr. 84) en de Reijndershof (nr. 107). Aan de Sint Annalaan ligt de directievilla van de voormalige brouwerij De Zwarte Ruiter (later meubelfabriek Artifort). Van de brouwerij zelf en de opslagkelders zijn nog delen bewaard aan de Brouwersweg. Van de religieuze bouwwerken zijn uit architectonisch oogpunt de interessantere voorbeelden: de neogotische bakstenen Heilig Hart van Jezuskerk in Oud-Caberg en de kapel op de Algemene Begraafplaats Tongerseweg (beide van Johannes Kayser); de imposante mergelstenen Sint-Lambertuskerk aan het Koningin Emmaplein (Hubert van Groenendael, 1916); de Sint-Annakerk en de voormalige kerk van Mariaberg (beide ontworpen door Alphons Boosten); en de voormalige kerk van Malpertuis (van Jean Huysmans met glas-in-loodramen van Albert Troost). Andere monumentale, niet-religieuze bouwwerken zijn: de ondergrondse verdedigingswerken ("kazematten") onder de buurten Blauwdorp en Brusselsepoort (17e-18e eeuw), het Fort Willem I in Caberg (1815-18), de voormalige jongensschool aan de Volksbondweg (A.H.J. Swinkels, 1929), de Kweekschool Immaculata aan de Brusselseweg (A.H.J. Swinkels, 1932), het voormalige Ziekenhuis Sint Annadal, thans rechtbank (Cuypers-Swinkels, 1938) en de woonschool "De Ravelijn" (Dingemans/Muré, 1956).

## Fotogalerij

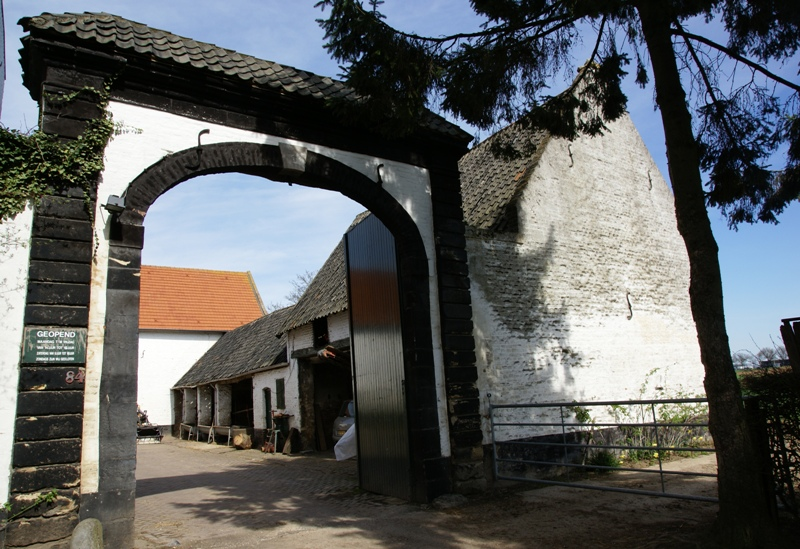
Van Akenweg 84-86
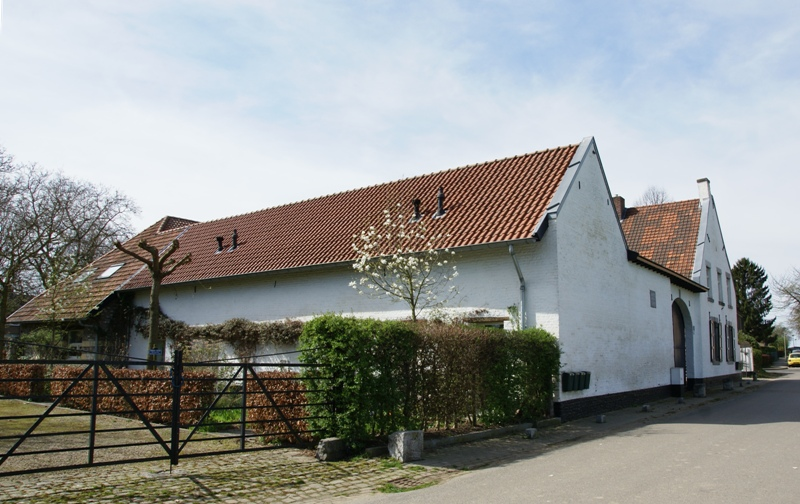
Van Akenweg 107
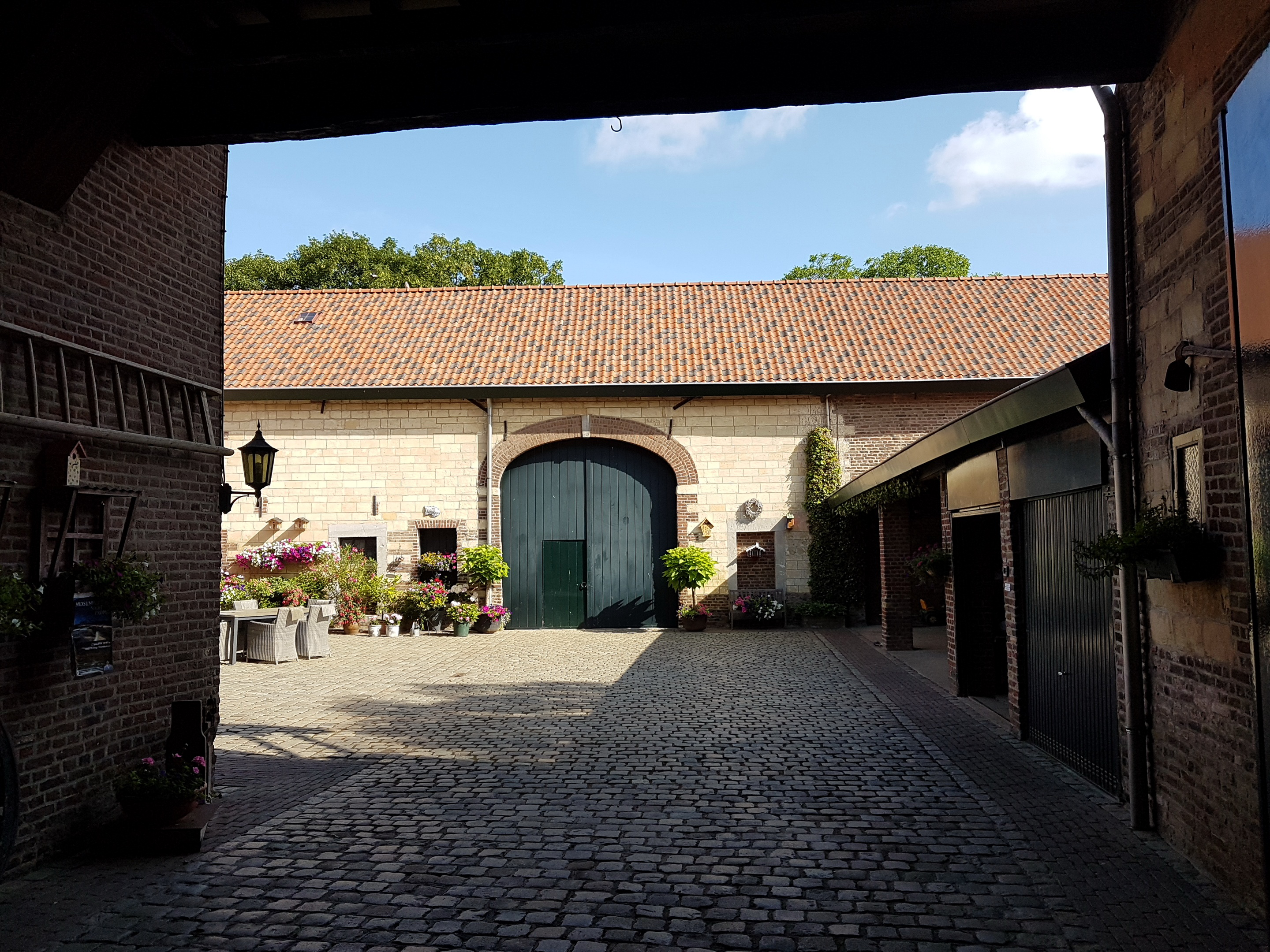
Hoeve De Hazendans
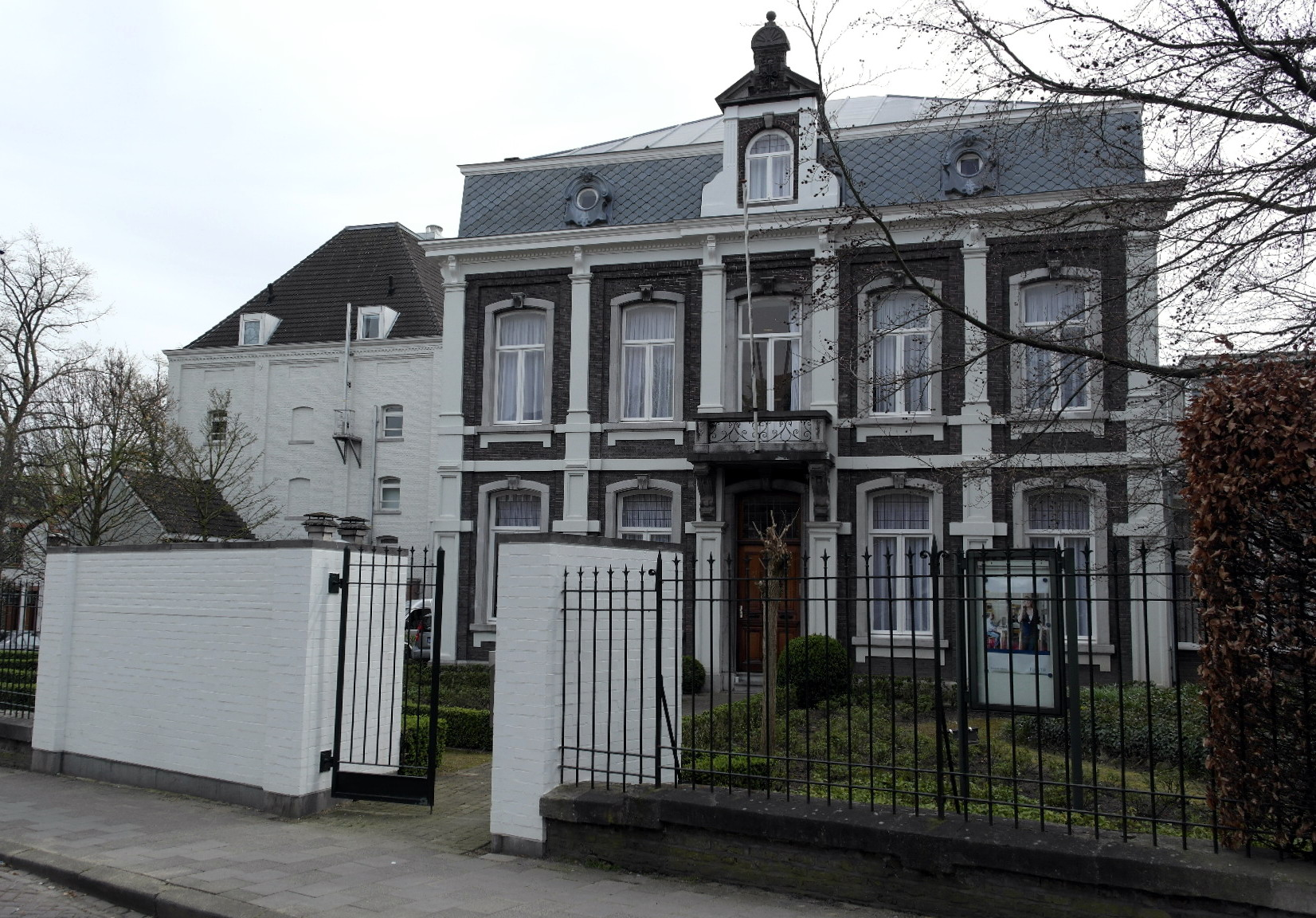
Directievilla Sint Annalaan
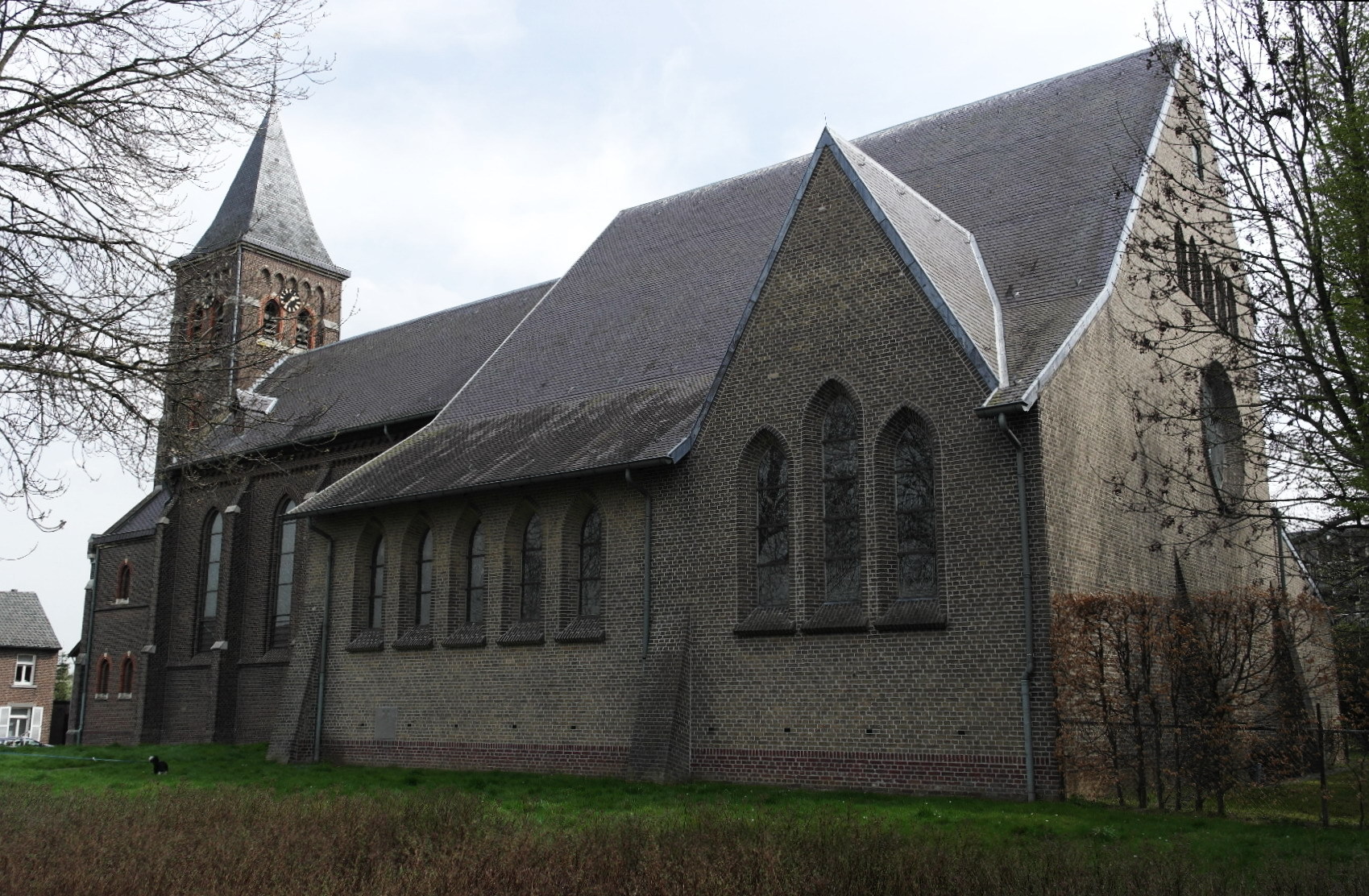
Heilig Hart van Jezuskerk
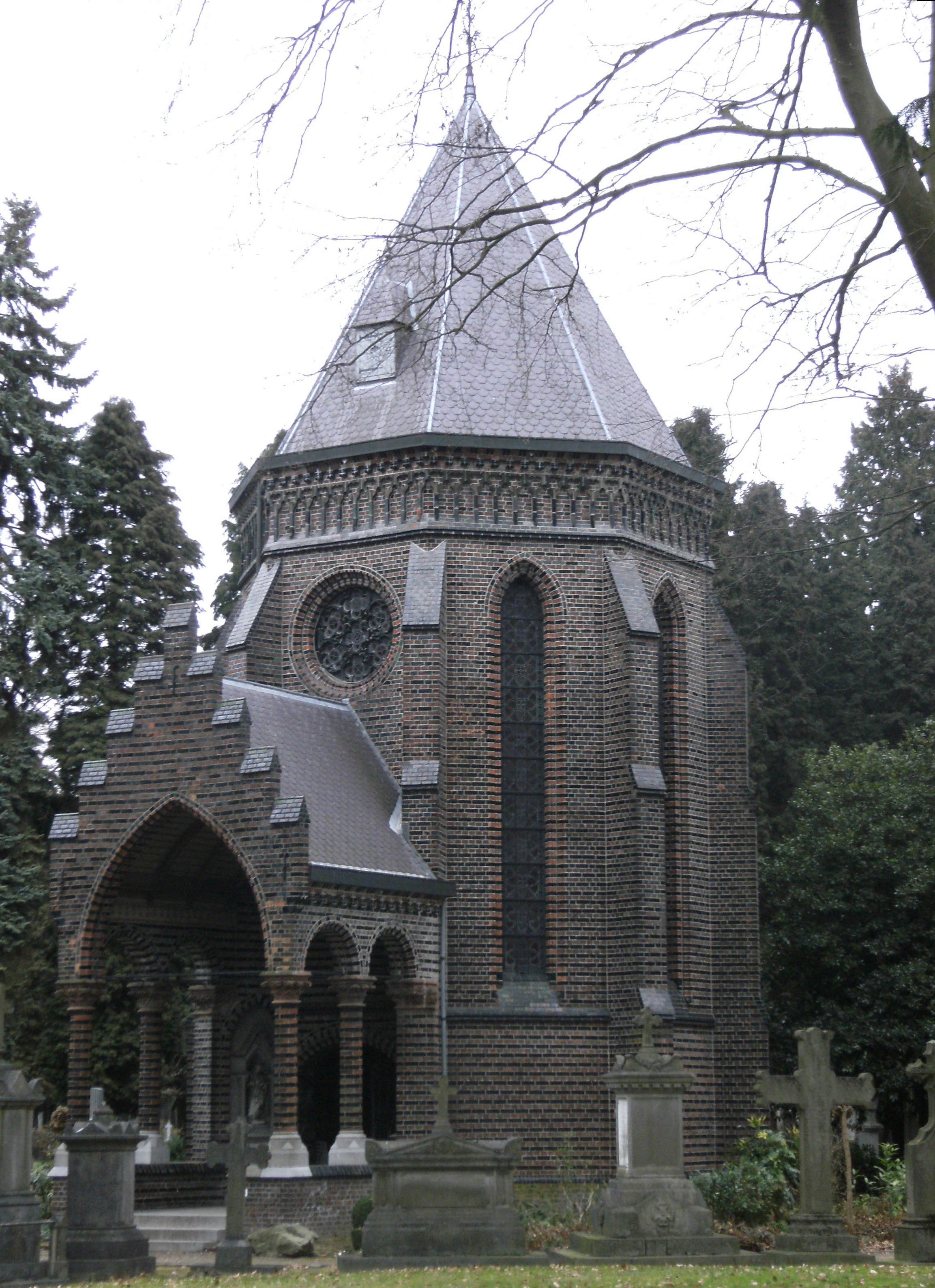
Kerkhofkapel Tongerseweg
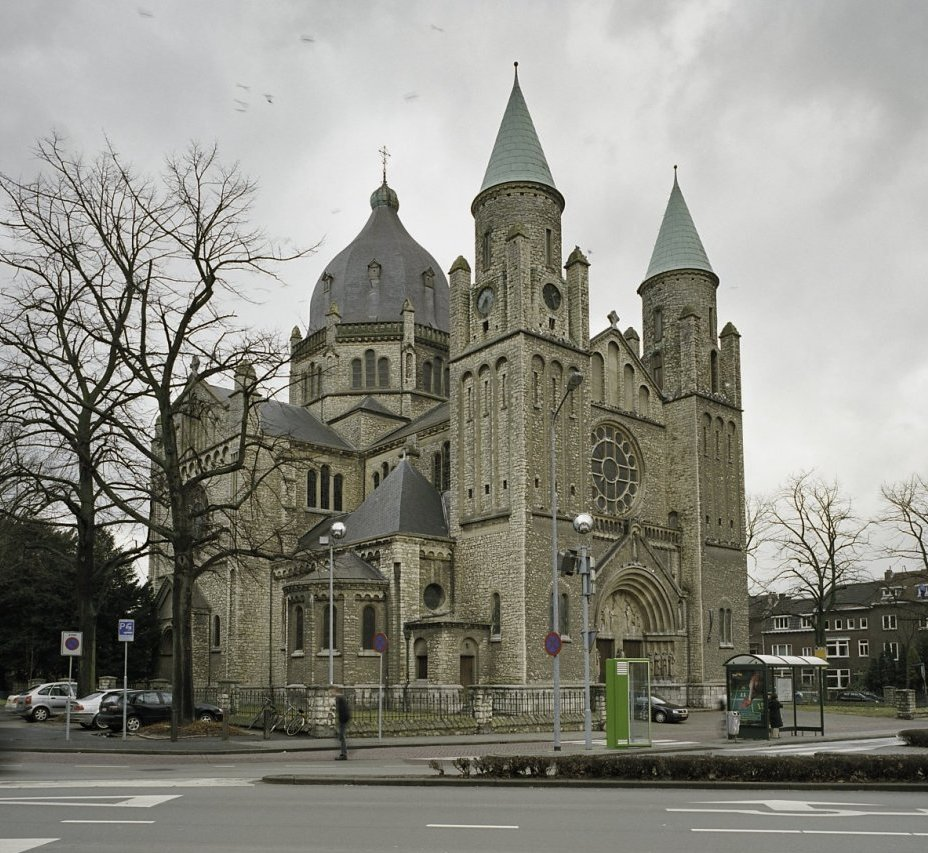
Sint-Lambertuskerk
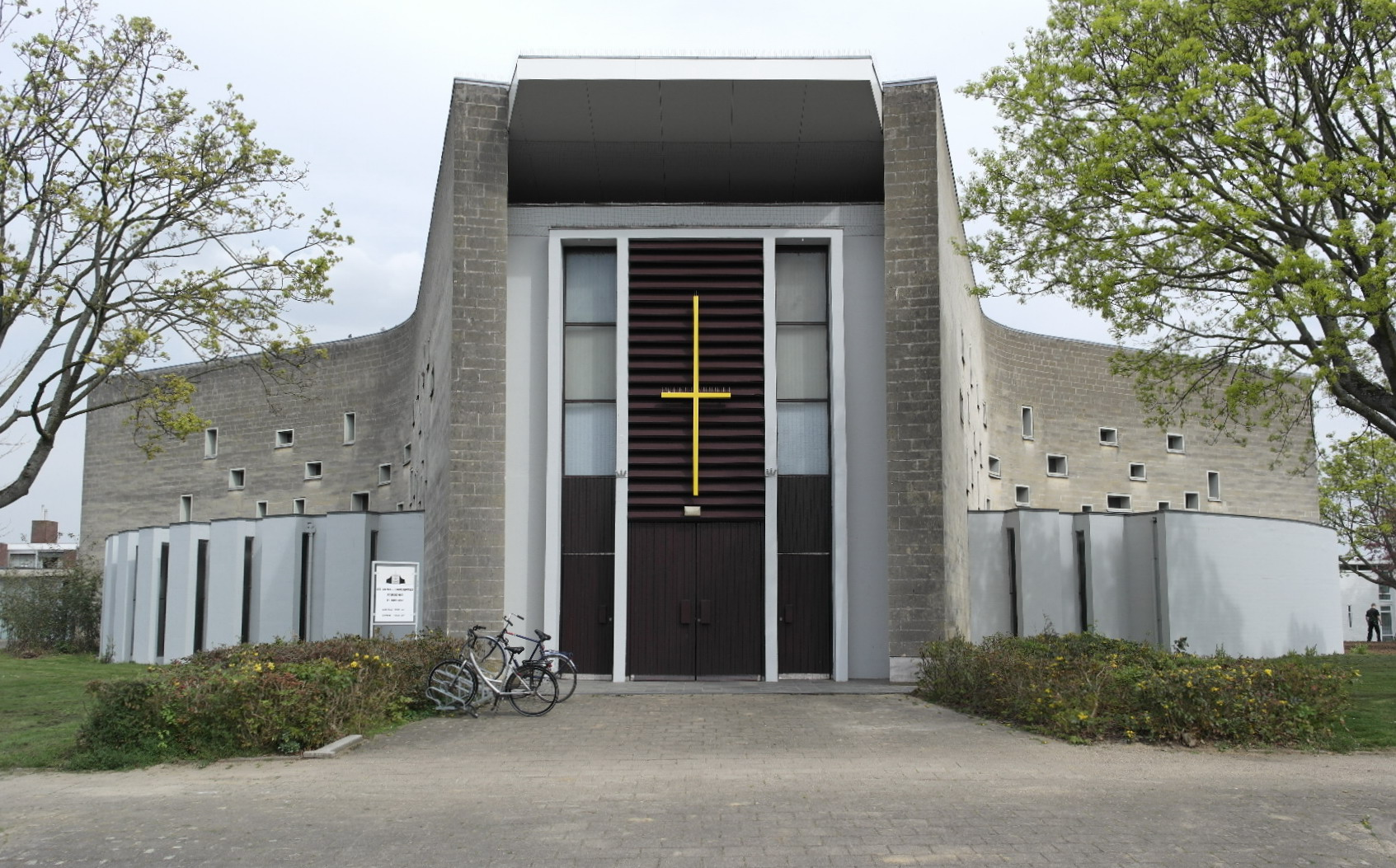
Sint-Annakerk
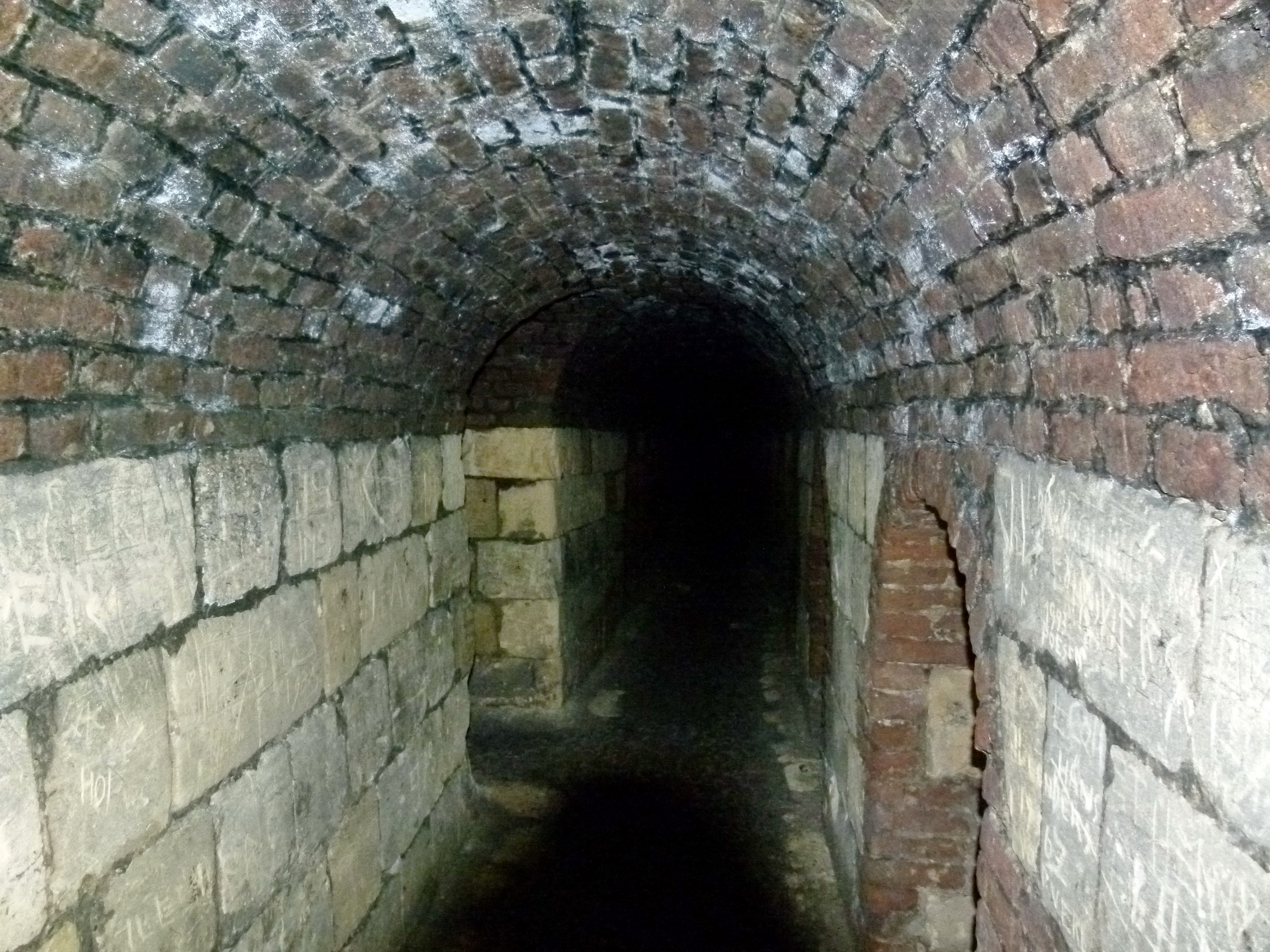
Kazematten
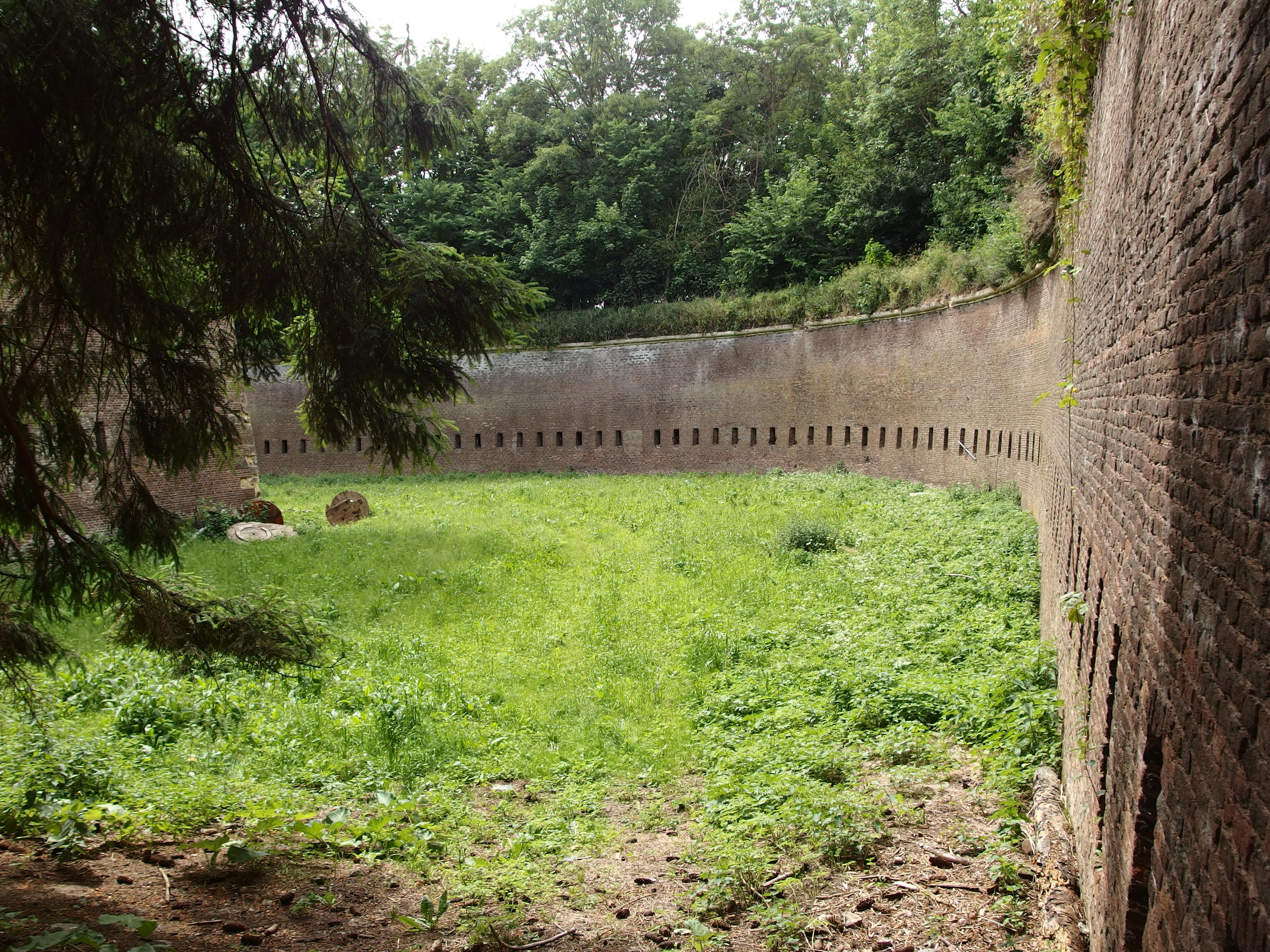
Fort Willem I
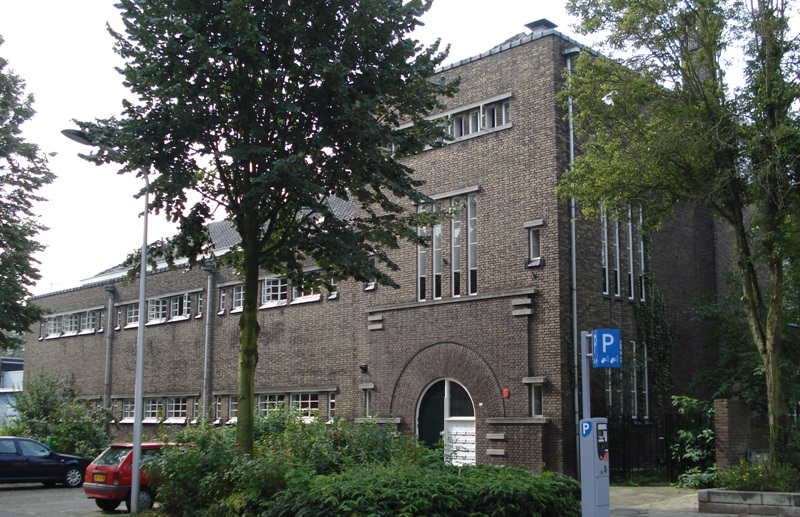
Jongensschool Volksbondweg
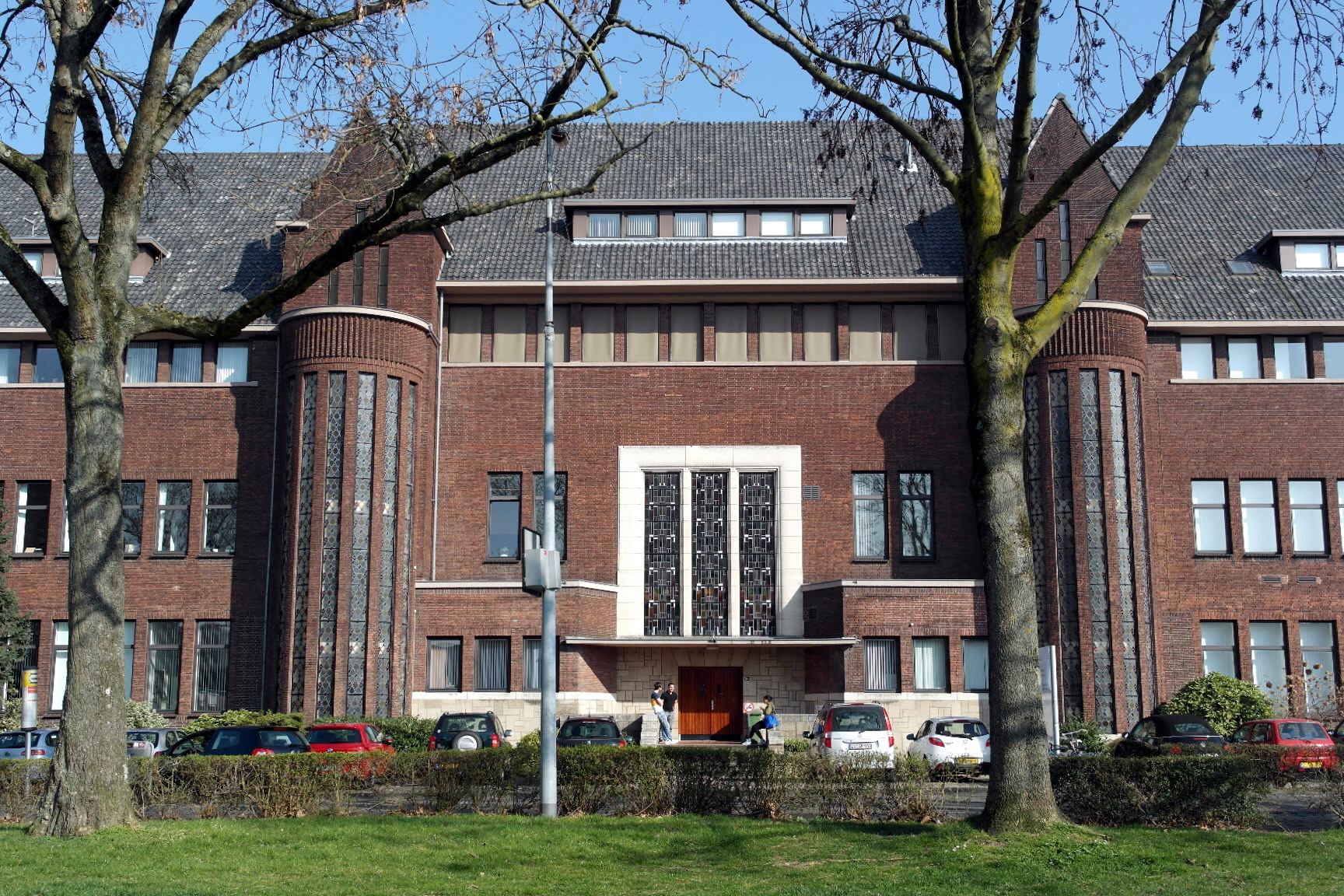
Kweekschool Immaculata